# Struberkaserne
Die Struberkaserne befand sich in der Stadt Salzburg zwischen der Kleßheimer Allee und der Siezenheimer Straße auf einem etwa sieben Hektar großen Gelände. Der Name der Kaserne nimmt Bezug auf der Werfener Wirt und Salzburger Freiheitskämpfer Josef Struber (1773–1845), der mit Salzburger und Tiroler Schützen 1809 erbitterten Widerstand gegen die feindlichen französischen und bayerischen Truppen geleistet hat.

## Geschichte
Gegenwärtige archäologische Grabungen haben nachgewiesen, dass das Areal der Struberkaserne eine lange Geschichte hat. Funde wie eine Sichel, Münzen, Teile von einem Pferdegeschirr oder Fibelfragmente belegen, dass das Gebiet bereits zur Bronze- und Römerzeit landwirtschaftlich genutzt wurde. In der Römerzeit war die Kleßheimer Straße eine Fahrstraße, die Salzburg mit dem heutigen Bayern verband.
Die Kaserne selbst wurde in den letzten Jahren des Zweiten Weltkrieges errichtet. Damals war hier das Heeresnebenzeugamt Kleßheim untergebracht. Nach dem Zweiten Weltkrieg befand sich hier das Lager Bet Bialik für jüdische Displaced Persons (DPs). Danach diente die Struberkaserne der USFA (Camp Kleßheim) als amerikanische Kommandozentrale, Panzerkaserne (bis 1951), Lager und Werkstatt.
In der Struberkaserne wurde am 17. Juli 1945 der von der US-Armee gefundene „ungarische Goldzug“ untergebracht. Unter Aufsicht von Major John F. Back, der im Auftrag des Supreme Head Quarters, Allies Expeditionary Force (SHAEF), auf der Suche nach Objekten deutscher Wissenschaftler war, wurde der Schatz (Gold, Juwelen, Bargeld) von dem ungarischen Zugkommandant Dr. Avar Laszlo übernommen und der G-Kompanie des 242. Infanterieregiments der 42. Division („Rainbowdivision“) und somit Generalmajor Harry J. Collins unterstellt. Es wurde beschlossen, den Schatz nicht an mögliche Eigentümer zurückzugeben, da solche angeblich nicht eruiert werden können.
Nach 1955 nutzte das österreichische Bundesheer (Heereszeuganstalt Salzburg) die Liegenschaft hauptsächlich für die Reparatur von Panzern. Voraussetzung dazu war die gute Anbindung an die Eisenbahn (Stiegl-Bahngleis).
Auf dem Gelände der Struberkaserne wurden auch die Reste der Kitzsteinhornbahn für die weiteren Untersuchungen gelagert. Bei der Katastrophe in der Stollenbahn auf das Kitzsteinhorn am 11. November 2000 wurden 155 Menschen getötet.
Die letzten erwähnenswerten Aktivitäten waren 2004 ein zweitägiges Einsatztraining der Militärstreife Salzburg mit der Spezialeinheit EKo-COBRA auf dem Gelände der Struberkaserne. Die Infrastruktur der Anlage bot die idealen Voraussetzungen für diese Übung (Fahrzeugkontrollen, Eindringen in Räume und Fahndungsszenarien).

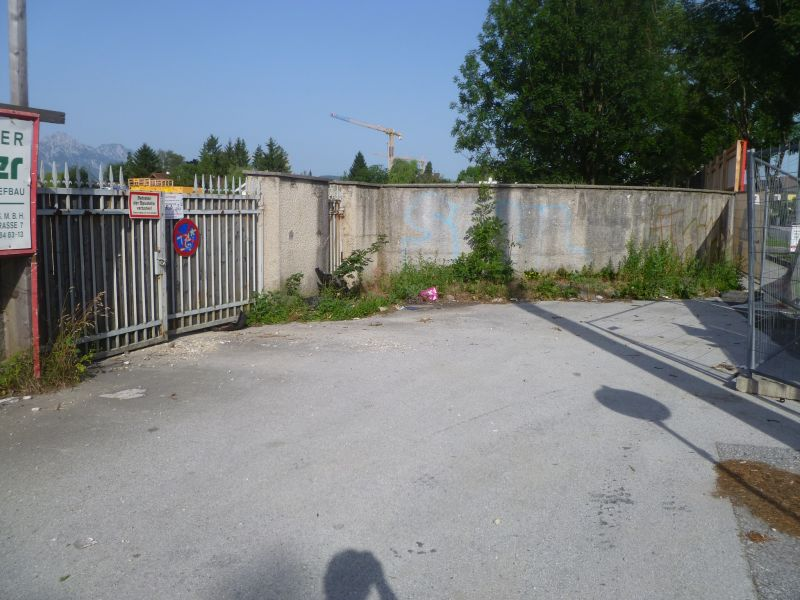
Ehemaliger Eingangsbereich zur Struberkaserne
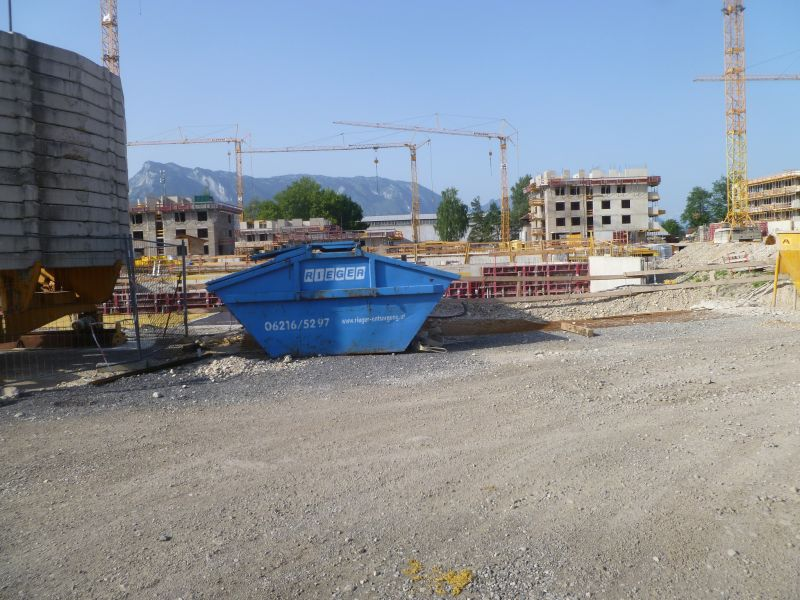
Baufortschritt auf dem Gelände der Baufortschritt (1. Juli 2012)
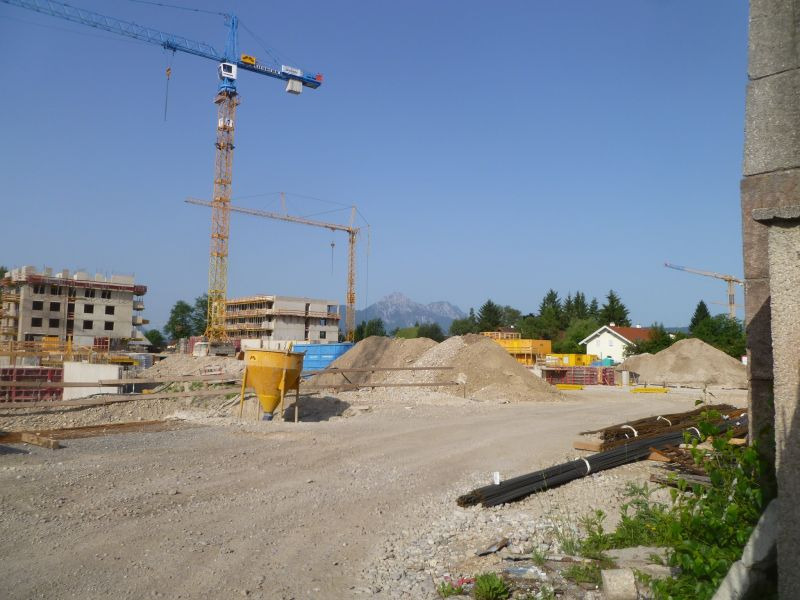
Baufortschritt auf dem Gelände der Struberkaserne (1. Juli 2012)

## Struberkaserne heute
Die Kaserne wurde 1995 geschlossen. Über die Weiterverwendung der Struberkaserne wird seit 2001 diskutiert. Damals sollten Teile der Kaserne für das damals geplante Landesgendarmeriekommando umgewidmet werden. Dies kam aber nicht zustande. Stattdessen wurde 2004 von der Stadt Salzburg eine neue Nutzung der Struberkaserne (Wohnen, Grünland, Gewerbe) ins Auge gefasst.
Von der SIVBEG (Strategische Immobilien Verwertungs-, Beratungs- und Entwicklungsgesellschaft m.b.H. des Österreichischen Bundesministeriums für Landesverteidigung und Sport) wurde mit Datum 30. Oktober 2006 der Verkauf der Liegenschaft ausgeschrieben. Als Käufer hat sich zuerst eine Tochterfirma der Holland Jerusalem Gruppe durchgesetzt. Seit 2010 ist das Areal im Besitz der Salzburger Baufirma Alpine und der Steiner Wanner Wohnbau (25 %) sowie der gemeinnützigen Wohnbauträger Salzburger Siedlungswerk, gswb, Heimat Österreich und Genossenschaft Salzburg (75 %).
Das Gelände wird unter dem Namen „Freiraum Maxglan“ für ca. 360 Wohn- und Gewerbezwecke genutzt.
Eine Besonderheit auf dem Gelände ist die sog. Panzerhalle. Diese wurde 1939 errichtet und 1952 erweitert. Die Panzerhalle hat eine Länge von knapp 200 Metern, eine Breite von 50 und eine Firsthöhe von 16 Metern. Sie war früher in vier Abschnitte unterteilt und wies eine Nutzfläche von über 10.000 Quadratmeter auf. Die Panzerhalle der Kaserne wurden bis zum Abzug des Österreichischen Bundesheeres als Werkstätte für Panzer, Lkws (12M18) und andere Fahrzeuge verwendet. Durch mächtige Holzträger, auffallende Ziegelwände und 40 m große Holztore ergab sich ein auffälliges Erscheinungsbild. 2011 wurde die frühere Panzerhalle des Heeres an den Gußwerk-Betreiber Marco Sillaber verkauft. Diese Baulichkeit wurde restauriert, adaptiert und mit einer neuen Architektur revitalisiert.

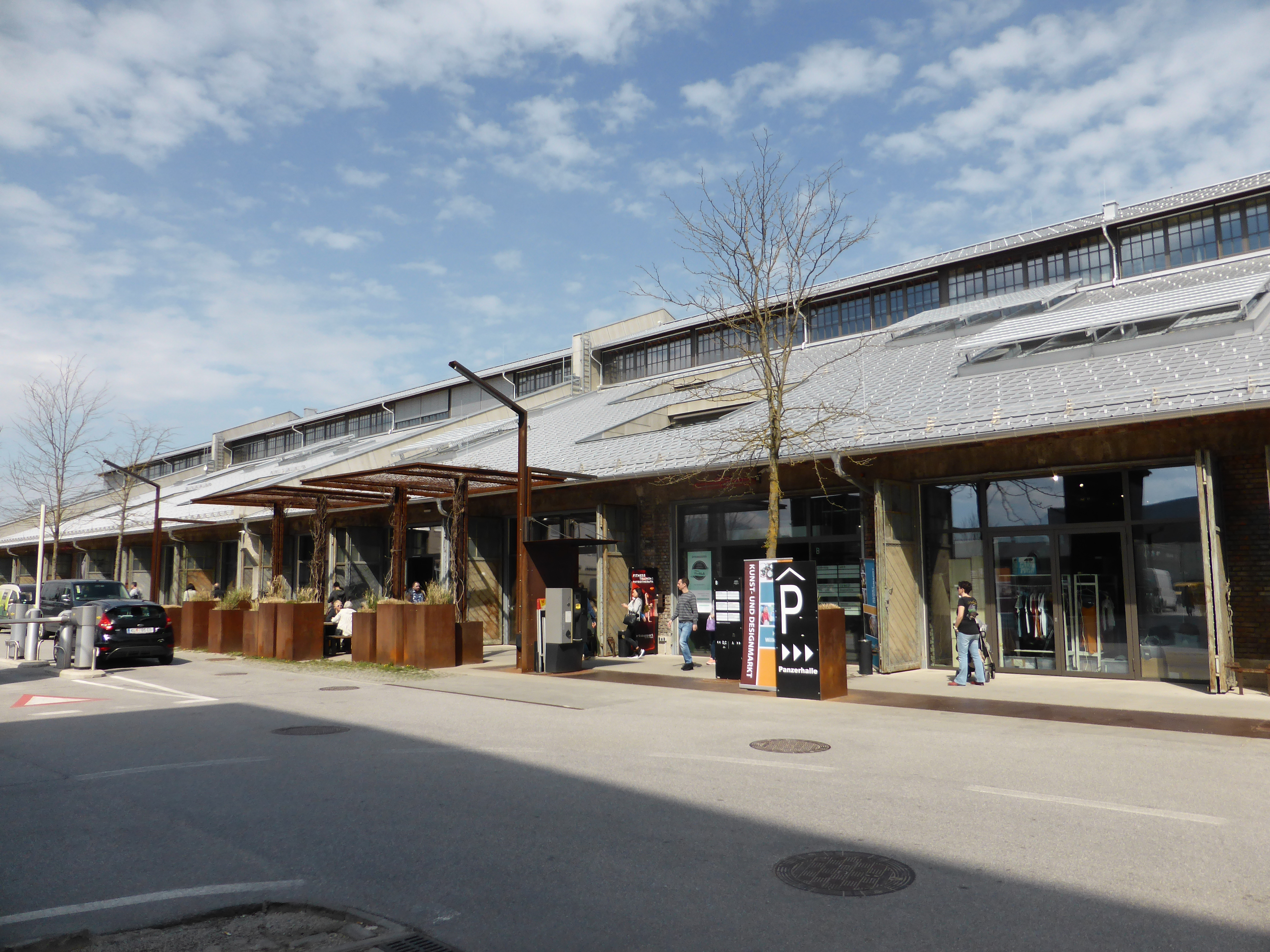
Panzerhalle der Struberkaserne (2019)
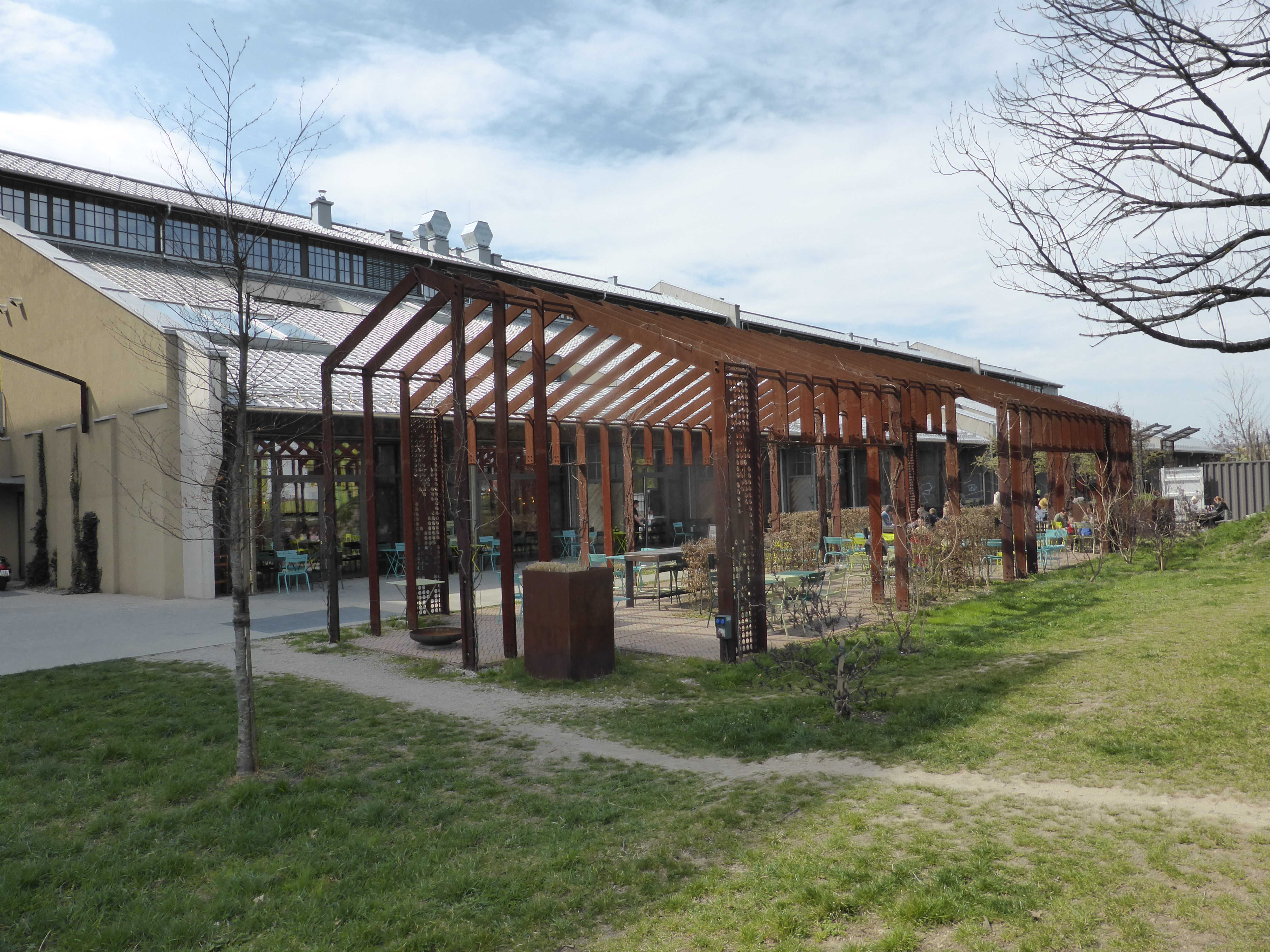
Struberkaserne – Panzerhalle (Rückseite) (2019)
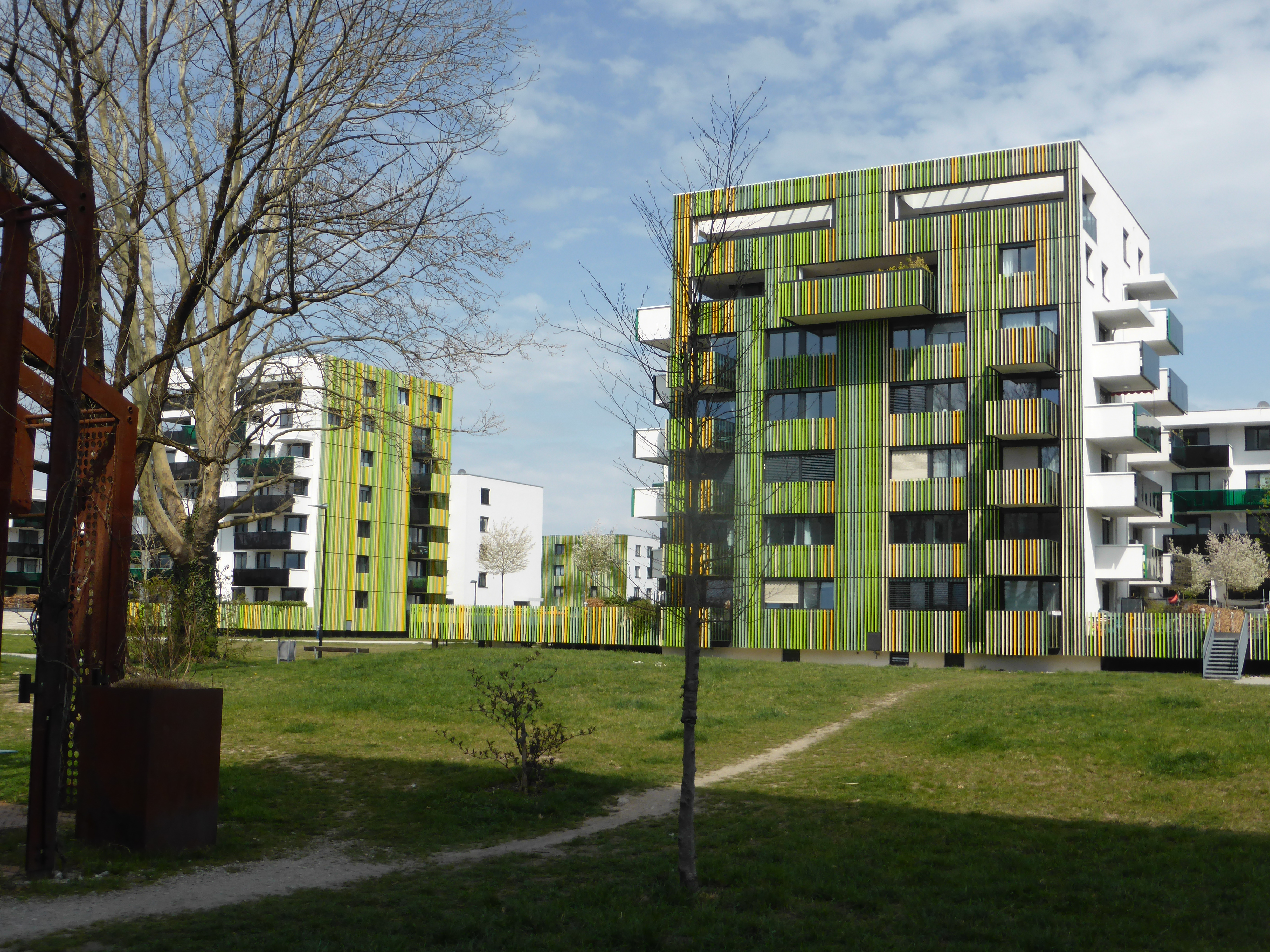
Struberkaserne – Wohnbebauung (2019)